# Ophiosphaerella herpotricha
Ophiosphaerella herpotricha är en svampart som först beskrevs av Elias Fries, och fick sitt nu gällande namn av J. Walker 1980. Ophiosphaerella herpotricha ingår i släktet Ophiosphaerella och familjen Phaeosphaeriaceae.  Arten är reproducerande i Sverige. Inga underarter finns listade i Catalogue of Life.